# Pirsaat Burnu
Pirsaat Burnu är en udde i Azerbajdzjan.   Den ligger i distriktet Baku, i den östra delen av landet, 70 km sydväst om huvudstaden Baku.
Terrängen inåt land är huvudsakligen mycket platt. Trakten är glest befolkad. Närmaste större samhälle är Atbulaq, 18,6 km nordväst om Pirsaat Burnu. 
Trakten runt Pirsaat Burnu består i huvudsak av gräsmarker.